# Living On the Run
Living On the Run è un singolo della rock band svedese H.E.A.T, che ha anticipato l'uscita del terzo album del gruppo, Address the Nation del 2012.
Per promuovere il singolo è stato girato il primo videoclip della band.

## Tracce
1. Living On the Run
2. Living On the Run (video musicale)

## Formazione
- Erik Grönwall – voce
- Eric Rivers – chitarre
- Dave Dalone – chitarre
- Jona Tee – tastiera
- Jimmy Jay – basso
- Crash – batteria